# Елизаров, Антон Олегович
Антон Олегович Елизаров (род. 1 мая 1981, Ростовская область, СССР) — российский военнослужащий, командир отряда ЧВК «Вагнер», участник российско-украинской войны, позывной «Лотос». Герой РФ, Герой ДНР, Герой ЛНР.

## Биография
Антон Олегович Елизаров родился 1 мая 1981 года в Ростовской области, СССР.
В 1998 году окончил Ульяновское гвардейское суворовское военное училище. 2003 году окончил Рязанское высшее воздушно-десантное командное училище имени генерала армии В. Ф. Маргелова по специальности «инженер по эксплуатации многоцелевой гусеничной и колёсной техникой». С 2003 года служил командиром парашютно-десантного взвода в 108-м полку 7-й гвардейской воздушно-десантной дивизии, командовал взводом и ротой.
В 2014 году уволен из армии после вынесения приговора Краснодарского гарнизонного военного суда за мошенничество при приватизации квартиры, п. 4 ст. 159 УК РФ. Приговорён к условному сроку три года и штрафу в размере ста тысяч рублей. Позднее подал в суд на Министерство обороны, но дело проиграл и был выселен из квартиры в 2016 году.
Был командиром группы в 10-й отдельной бригаде спецназа в Молькино, личный номер М-0136. После этого присоединился к ЧВК «Вагнер». Воевал в российской военной операции в Сирии. С 2016 по 2019 год был инструктором в Центральноафриканской Республике. В 2021 году командовал отрядом штурмовиков в Ливии. С первых дней российского вторжения на Украину принимал в нём участие. Руководил штурмом города Соледар. Закрытым указом удостоен звания Герой Российской Федерации.
После гибели Евгения Пригожина и Дмитрия Уткина в авиакатастрофе, Антон Елизаров совместно с Павлом Пригожиным приняли на себя руководство "ЧВК Вагнер".

## Санкции
25 февраля 2023 года, на фоне вторжения России на Украину, внесён в санкционный список всех стран Европейского союза как наёмник «ЧВК Вагнер» ответственный за координацию и планирование операций, а также за развертывание наёмников и участия «в агрессивной войне России против Украины».
23 февраля 2024 года Елизаров включён в блокирующий санкционный список США как командир ЧВК «Вагнер».
По аналогичным основаниям Елизаров находится под санкциями Швейцарии, Украины, Японии и Новой Зеландии.

## Награды
- Герой Луганской Народной Республики;
- Герой Донецкой Народной Республики;
- Герой Российской Федерации.

## Семья
Женат, есть дочь.